# Ušica
Ušica je potok na Gorenjskem in je desni pritok potoka Reka, ki teče skozi Cerklje na Gorenjskem in se izliva v reko Pšato, nato pa v Kamniško Bistrico. Stalni pritok Ušice je potok Češnjevica.